# Susanna Rademacher
Susanna Rademacher (auch: Susanna Brenner, Susanna Brenner-Rademacher; * 21. November 1899 in Berlin-Schöneberg als Susanna Else Jenny Gaspary; † 22. September 1980 in München) war eine deutsche literarische Übersetzerin.

## Leben
Susanna Rademacher wurde als Susanna Else Jenny Gaspary am 21. November 1899 in der Neuen Winterfeldtstraße 48 geboren (heute Winterfeldtstraße 49, Berlin-Schöneberg). Ihre Eltern waren der Schriftsteller Alfred Joseph Gaspary und seine Ehefrau Jenny Sophie Adele, geb. Jacoby-Scherbening.
Sie war die Ehefrau des Schriftstellers Hans Georg Brenner. Seit den frühen 1950er Jahren übersetzte sie zahlreiche erzählende Werke britischer und amerikanischer Autoren aus dem Englischen ins Deutsche. Rademacher gehörte 1954 zu den Gründungsmitgliedern des Verbands deutschsprachiger Übersetzer literarischer und wissenschaftlicher Werke. 1965 erhielt sie bei dem von der Wochenzeitung Die Zeit ausgeschriebenen „Wettbewerb der Übersetzer“ den 1. Preis. Von 1979 bis 1981 war sie die erste Trägerin des Hieronymusrings. Dieser Wanderpreis ihres Verbands wurde aus Anlass ihres 80. Geburtstags gestiftet. Sie gab ihn weiter an Kai Molvig.

## Übersetzungen
- James Baldwin: Sie nannten ihn Malcolm X, Reinbek 1974
- John Barth: Ambrose im Juxhaus, Reinbek 1973
- John Barth: Der Tabakhändler, Reinbek 1970
- Louis Biancolli: Große Gespräche aus Geistesgeschichte und Weltpolitik, Hamburg 1958 (übersetzt zusammen mit Hans Georg Brenner)
- John Stewart Carter: Fünf Faden tief, Reinbek 1966
- Richard Church: Die gefährlichen Jahre, Bern 1957
- John Collier: Blüten der Nacht, Reinbek 1970
- John Collier: Gesammelte Erzählungen, Reinbek 1977
- John Collier: Mitternachtsblaue Geschichten, Rowohlt Verlag, Reinbek 1967
- Israel Eliraz: Rundreise, Reinbek 1975
- Sumner Locke Elliott: Der vorbestimmte Tag, Reinbek 1978
- William Faulkner: Soldatenlohn, Hamburg 1958
- Pamela Frankau: "Nur dieses: Euer Herz für meinen Herrn", Hamburg 1951 (übersetzt zusammen mit Hans Georg Brenner)
- Donald Freed: Affäre Rosenberg, Reinbek 1969
- Frank Bunker Gilbreth: Aus Kindern werden Leute, Berlin 1952
- Frank Bunker Gilbreth: Im Dutzend billiger, Berlin 1950
- Graham Greene: Der Honorarkonsul, Wien 1973 (übersetzt zusammen mit Hans W. Polak)
- Robert Greenwood: Die glücklichen Tage von Dinglesea, Berlin 1962
- Davis Grubb: Die Nacht des Jägers, Berlin 1954
- Georgette Heyer: Mord ohne Mörder, Reinbek 1975
- Georgette Heyer: Der Tote am Pranger, Reinbek 1976
- Christopher Isherwood: Leb' wohl, Berlin, Hamburg 1949
- Rona Jaffe: Die gefährlichen Jahre, Reinbek 1978
- Ahmad Kamal: Drei Jungs, ein Hundeherz und eine Seele, Berlin 1952
- David H. Lawrence: John Thomas und Lady Jane, Zürich 1975
- Malcolm Lowry: Hör uns, o Herr, der Du im Himmel wohnst, Reinbek 1965
- Malcolm Lowry: Die letzte Adresse und Erzählungen aus dem Nachlaß, Reinbek 1986 (übersetzt zusammen mit Joachim Sartorius)
- Malcolm Lowry: Oktoberfähre nach Gabriola, Reinbek 1982
- Malcolm Lowry: Unter dem Vulkan, Reinbek 1963
- John Masters: Coromandel, Berlin 1956
- John Masters: Knotenpunkt Bhowani, Berlin 1955
- Gavin Maxwell: Die zehn Todesqualen, Reinbek 1961
- Horace McCoy: Skalpell, Berlin 1953
- Carson McCullers: Das Herz ist ein einsamer Jäger, Stuttgart 1952
- Toni Morrison: Sehr blaue Augen, Reinbek 1979
- Vladimir Nabokov: Die Mutprobe, Reinbek 1977
- George Orwell: Tage in Burma, Zürich 1982
- Katherine Anne Porter: Das Narrenschiff, Reinbek 1963
- William Sansom: Das Gesicht am Fenster, Reinbek 1964 (zusammen mit Hans-Heinrich Wellmann)
- Anya Seton: Der Türkis, Stuttgart 1952
- Isaac Bashevis Singer: Der Zauberer von Lublin, Reinbek 1967
- Dorothy E. Stevenson: Stich ins Wespennest, Berlin 1952
- Edmund Wilson: Erinnerungen an Hekates Land, Reinbek 1965
- Thomas Wolfe: Briefe, Reinbek 1961
- Thomas Wolfe: Es führt kein Weg zurück, Hamburg 1950
- Thomas Wolfe: Geweb und Fels, Hamburg 1953
- Thomas Wolfe: Hinter jenen Bergen, Hamburg 1956
- Thomas Wolfe: Mein Onkel Bascom, Reinbek 1962 (zusammen mit Hans Schiebelhuth)
- Thomas Wolfe: Thomas Wolfe, Reinbek 1961
- Thomas Wolfe: Willkommen in Altamont! Herrenhaus, Reinbek 1962 (zusammen mit Peter Sandberg)
- Su-ling Wong: Tochter des Konfuzius, Hamburg 1954